# Czasy
Czasy – wiersz Cypriana Kamila Norwida napisany w 1849.

## O wierszu
Wiersz powstał w 1849 i ma paralele do niektórych wypowiedzi Norwida zawartych w jego Memoriale o Młodej Emigracji. Jego ostatnia wersja, zatytułowana Socjalizm została włączona przez autora jako trzecie ogniwo do zbioru Vade-mecum. Utwór został opublikowany w Pokłosiu. Zbierance literackiej na korzyść sierot, wydawanej przez Edmunda Bojanowskiego, w 1857 w Poznaniu.

## Treść
Czasy się skończyły i nie ma już historii. Pozostało tylko tworzenie w bezbrzeżnej otchłani. Wiwatǃ Lecz dlaczego ludzie nadal są napiętnowani kształtem ras, mówią licznymi językami i tęsknią do swoich ojczyzn. Lecz dziejów praca jeszcze nieskończona, jak wypychanie głazu pod górę, jeśli się cofniesz, naprze na ciebie i gotów zmiażdżyć ci głowę. O, nieskończona dziejów jeszcze praca, / Nie przepalony jeszcze glob sumieniemǃ...